# Aigai, Turkiet
Aigai, numer Nemrud Kalesi, var en av aiolernas 12 större städer och belägen ca 25 km söder om Pergamon. Aigai var aldrig medlem av Deliska förbundet. Aigai erövrades av Attalos I 218 f.Kr. Ruinerna efter staden är ännu inte utgrävda.